# 힐러리 스왱크
힐러리 스왱크(Hilary Swank, 1974년 7월 30일 ~ )는 미국의 배우, 영화 제작자이다.

## 경력
아카데미상 2회, 골든 글로브상 2회, 크리틱스 초이스 영화상 2회, 미국 배우 조합상 1회 등 여러 상들을 수상했다. 1999년 영화 《소년은 울지 않는다》를 통해 첫 번째 아카데미 여우주연상을 수상했으며, 2004년 영화 《밀리언 달러 베이비》를 통해서 두 번째 아카데미 여우주연상을 수상했다.

## 출연 작품

### 영화
| 연도 | 제목                                     | 배역                   | 비고                    |
| ---- | ---------------------------------------- | ---------------------- | ----------------------- |
| 1992 | 뱀파이어 해결사                          | 킴벌리                 | 영화 데뷔작             |
| 1994 | 가라데 키드                              | 줄리 피어스            |                         |
| 1996 | (영어) Sometimes They Come Back... Again | Michelle Porter        |                         |
| 1996 | (영어) 카운터 피트                       | 콜린                   |                         |
| 1997 | (영어) 로리타                            | 로리타                 |                         |
| 1998 | (영어) Heartwood                         | Sylvia Orsini          |                         |
| 1999 | 소년은 울지 않는다                       | 브랜던 티나            |                         |
| 2000 | 기프트                                   | 발레리                 |                         |
| 2000 | (영어) The Audition                      | 빈칸                   | 단편 영화               |
| 2001 | 어페어 오브 더 넥클리스                  | 잔 드 라 모트          |                         |
| 2002 | 인썸니아                                 | Det. Ellie Burr        |                         |
| 2002 | The Space Between                        | 빈칸                   | 단편 영화               |
| 2003 | (영어) 11:14                             | 버지                   |                         |
| 2003 | 코어                                     | 레베카 차일즈          |                         |
| 2004 | (영어) Red Dust                          | Sarah Barcant          |                         |
| 2004 | 밀리언 달러 베이비                       | 매기 피츠제랄드        |                         |
| 2006 | (영어) 블랙 달리아                       | 매들린 린스콧          |                         |
| 2007 | 리핑: 10개의 재앙                        | Katherine Winter       |                         |
| 2007 | 프리덤 라이터스                          | (영어) Erin Gruwell    |                         |
| 2007 | P.S 아이 러브 유                         | Holly Kennedy          |                         |
| 2008 | (영어) Birds of America                  | Laura                  |                         |
| 2009 | 아멜리에: 하늘을 사랑한 여인             | 어밀리아 에어하트      | 공동 총괄 제작자로 참여 |
| 2010 | 컨빅션                                   | Betty Anne Waters      | 총괄 제작자로 참여      |
| 2011 | (영어) The Resident                      | Dr. Juliet Devereau    |                         |
| 2011 | 뉴욕의 연인들                            | Claire Morgan          |                         |
| 2014 | 더 홈즈맨                                | 메리 비 커디           |                         |
| 2014 | 유아 낫 유                               | 케이트 파커            | 프로듀서로 참여         |
| 2015 | Lauda: The Untold Story                  | Herself                | 다큐멘터리              |
| 2016 | 스파키                                   | 여왕                   | 목소리 출연             |
| 2017 | 로건 럭키                                | 특수요원 사라 그레이손 |                         |
| 2017 | (영어) 55 Steps                          | Colette Hughes         |                         |
| 2018 | 왓 데이 해드                             | Bridget Ertz           | 총괄 프로듀서로 참여    |
| 2019 | 나의 마더                                | 여자                   |                         |
| 2020 | 헌트                                     | 아테나 스톤            |                         |
| 2021 | 파탈                                     | 발레리 퀸런 형사       |                         |

### 텔레비전
| 연도    | 제목                                          | 배역             | Notes                           |
| ------- | --------------------------------------------- | ---------------- | ------------------------------- |
| 1991    | (영어) Evening Shade                          | Aimee Thompson   | 텔레비전 데뷔작 2 에피소드 출연 |
| 1991–92 | 그로잉 페인즈                                 | Sasha Serotsky   | 2 에피소드 출연                 |
| 1992–93 | (영어) Camp Wilder                            | Danielle         | 주요 배역, 19 에피소드 출연     |
| 1994    | (영어) Cries Unheard: The Donna Yaklich Story | Patty Yaklich    | 텔레비전 영화                   |
| 1996    | (영어) Terror in the Family                   | Deena Marten     | 텔레비전 영화                   |
| 1997    | (영어) Dying to Belong                        | Lisa Connors     | 텔레비전 영화                   |
| 1997    | (영어) The Sleepwalker Killing                | Lauren Schall    | 텔레비전 영화                   |
| 1997    | (영어) Leaving L.A.                           | Tiffany Roebuck  | 주요 배역, 6 에피소드 출연 등장 |
| 1997–98 | 베벌리힐스 아이들                             | Carly Reynolds   | 주요 배역, 16 에피소드 출연     |
| 2004    | (영어) 천사의 투쟁                            | (영어) 앨리스 폴 | 텔레비전 영화                   |
| 2013    | (영어) Mary and Martha                        | Mary Morgan      | 텔레비전 영화                   |
| 2018    | (영어) 트러스트                               | 게일 게티        | 주요 배역, 8 에피소드 출연      |
| 2020    | (영어) Away                                   | Emma Green       | 주요 배역, 10 에피소드 출연     |
| TBA     | The One Percent                               | Laura Murphy     | 방영 예정                       |

## 수상 경력
- 1999년 라스베가스비평가협회상 신인상
- 1999년 제20회 보스턴비평가협회상 여우주연상
- 1999년 제12회 시카고비평가협회상 여우주연상
- 1999년 시카고국제영화제 실버휴고 어워즈 여우주연상
- 1999년 달라스-포트워스 비평가협회상 여우주연상
- 1999년 Gijón인터네셔널필름어워즈 여우주연상
- 1999년 모로디스트인터네셔널필름페스티벌 여자배우상
- 1999년 스톡홀름영화제 여우주연상
- 1999년 남동부비평가협회상 여우주연상
- 1999년 제64회 뉴욕비평가협회상 여우주연상
- 1999년 산타 피 비평가협회상 여우주연상
- 1999년 제4회 새틀라이트시상식 드라마부문 여우주연상
- 2000년 빌리지 보이스 필름 폴 어워즈 여우주연상
- 2000년 온라인영화&텔레비전협회상 영화부문 여우주연상
- 2000년 쇼웨스트어워즈 투모로우 오브 여자배우상
- 2000년 플로리안비평가협회상 여우주연상
- 2000년 제71회 미국비평가협회상 신인여우상
- 2000년 제57회 [골든 글로브상|골든글로브시상식]] 드라마부문 여우주연상
- 2000년 제25회 LA비평가협회상 여우주연상
- 2000년 토론토비평가협회상 여우주연상
- 2000년 제15회 인디펜던트스피릿어워즈 여우주연상
- 2000년 제5회 크리틱스초이스 여우주연상
- 2000년 제72회 아카데미시상식 여우주연상
- 2004년 TV Land 어워즈 리틀 스크린/빅 스타상
- 2004년 제25회 보스턴비평가협회상 여우주연상
- 2004년 센트럴오하이오비평가협회상 여우주연상
- 2004년 캔자스시티비평가협회상 여우주연상
- 2004년 댈러스-포트워스 비평가협회상 여우주연상
- 2004년 포닉스비평가협회상 여우주연상
- 2004년 센트조어디어워드 여우주연상
- 2004년 쥬피터어워즈 국제부문 여자배우상
- 2004년 SESC필름페스티벌어워즈 국제부문 여자배우상
- 2004년 제9회 새틀라이트시상식 드라마부문 여우주연상
- 2005년 St.루이스 게이트웨이 비평가협회상 여우주연상
- 2005년 온라인영화&텔레비전협회상 영화부문 여우주연상
- 2005년 플로리안비평가협회상 여우주연상
- 2005년 제62회 골든글로브시상식 드라마부문 여우주연상
- 2005년 제39회 전미비평가협회상 여우주연상
- 2005년 제10회 크리틱스초이스 여우주연상
- 2005년 제11회 미국배우조합상 영화부문 여우주연상
- 2005년 제77회 아카데미시상식 여우주연상
- 2006년 주피터어워즈 외국여자배우상
- 2007년 제42회 골든카메라시상식 최우수해외여자배우상
- 2007년 이리쉬필름&텔레비전어워즈 국제부문 여자배우상
- 2009년 제13회 할리우드영화제 여우주연상
- 2010년 제17회 헐리우드 트리뷰트 올해의 여성상
- 2010년 고담어워즈 트리뷰트상
- 2011년 지포니필름페스티벌 트뤼포상